# Priya Cooper
Priya Naree Cooper (Perth, 2 de octubre de 1974) es una nadadora discapacitada y campeona mundial australiana, ganando nueve medallas de oro paralímpicas, así como récords y campeonatos mundiales. Compitió en el equipo australiano de natación en los Juegos Paralímpicos de Verano de 1992, 1996 y 2000 con una clasificación S8. Fue dos veces cocapitana del equipo paralímpico australiano, incluso en los Juegos Paralímpicos de 2000 en Sídney, y llevaba la bandera australiana en las ceremonias de clausura de los Juegos Paralímpicos de verano de 1992 y 1996. Tiene parálisis cerebral y pasa gran parte de su tiempo en una silla de ruedas. Asistió a la universidad, asistiendo a un curso de gestión de la salud. Después de que terminó su competitiva carrera paralímpica, se convirtió en comentarista y cubrió los eventos de natación en los Juegos de la Mancomunidad de 2002.

## Biografía
Cooper nació el 2 de octubre de 1974 en Perth, Australia Occidental. Con parálisis cerebral  desde su nnacimiento, pasa el 75% de su tiempo en una silla de ruedas. Cuando era joven, su madre la animó a probar varios deportes, incluido el claqué y el ballet.
Con el apoyo de su padre, comenzó a nadar en la piscina de su patio trasero cuando tenía seis años. Su padre le enseñó a nadar mientras la hacía usar grandes flotadores. Comenzó la natación competitiva en los carnavales escolares. En el primer carnaval en el que compitió, terminó sexta en la división×F, estilo mariposa de 50 m. Conoció sobre atletas discapacitados por un maestro en la escuela. Su reacción inicial al aprender sobre el deporte para discapacitados fue preguntarse si estaba "suficientemente discapacitada" para competir. Hizo su primera aparición en el equipo nacional cuando estaba en secundaria, después de ganar doce medallas de oro en encuentros nacionales de natación. En ese momento, ya había comenzado un entrenamiento serio, despertando a las 4 a. m. para asegurarse de tener tiempo en la piscina.

## Carrera

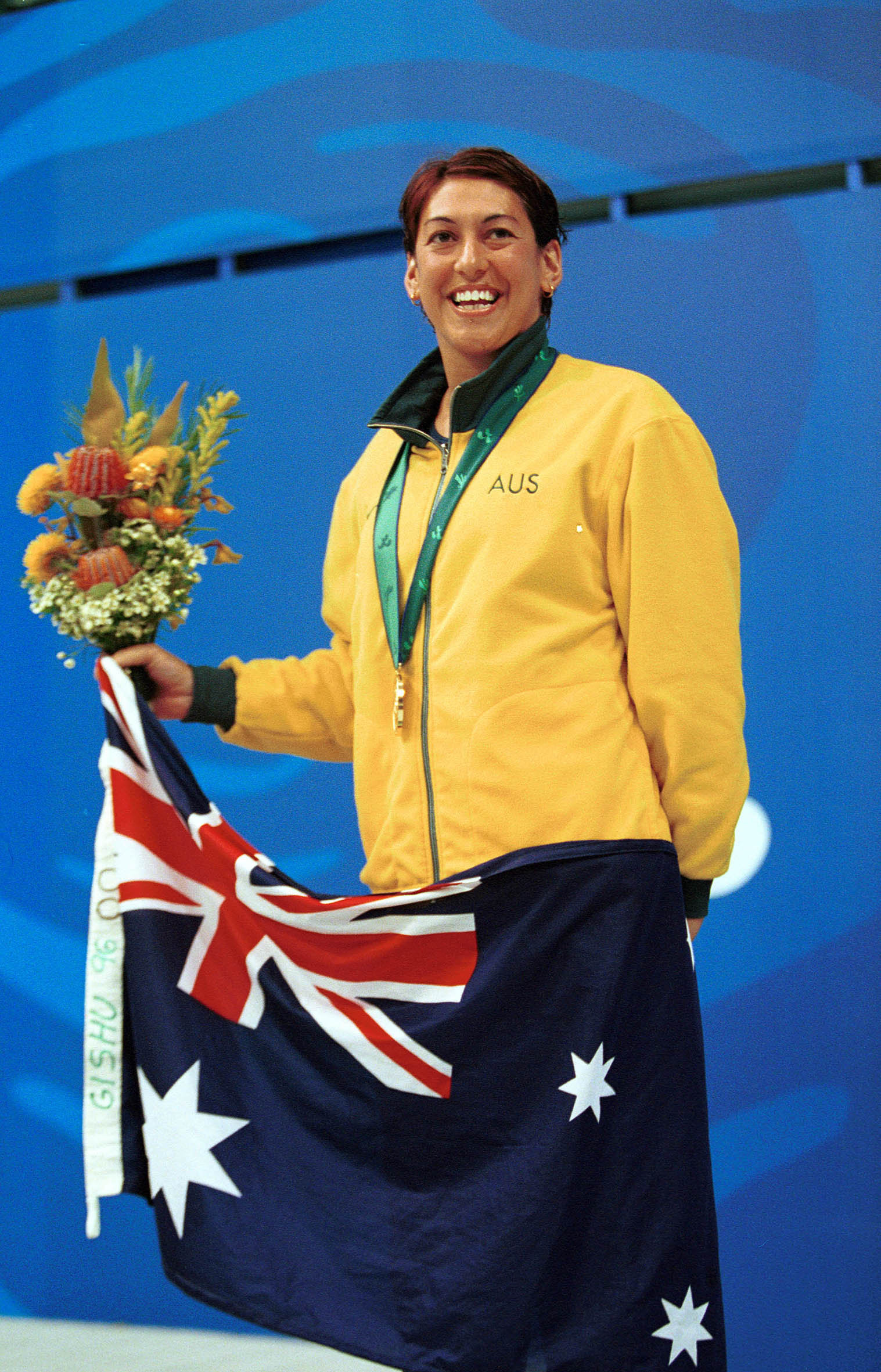
Cooper en el podio muestra su medalla de oro por la victoria en el evento de 400 m estilo libre S8 en los Juegos Paralímpicos de Verano 2000

Cooper es una campeona mundial de natación para discapacitados, ganando nueve medallas de oro paralímpicas, así como récords y campeonatos mundiales. Representó a Wheelchair Sports Western Australia en los Juegos Nacionales de Silla de Ruedas de 1991, ganando nueve medallas de oro. La piscina en la que entrenaba era el Swan Park Leisure Centre en Midvale, Australia Occidental. Tuvo varios entrenadores en el transcurso de su carrera competitiva, incluidos Matthew Brown y Frank Ponta.
A los 17 años, debutó como atleta paralímpica en los Juegos de verano de 1992 en Barcelona. Estuvo en peligro de no asistir debido a problemas de financiación para la Federación Paralímpica de Australia. La Federación hizo un llamamiento de emergencia para obtener fondos del público a fin de cubrir el costo del transporte del equipo australiano a Barcelona. Una variedad de pequeñas donaciones permitió a Cooper y otros atletas australianos competir. Ganó tres medallas de oro y dos de plata, y rompió dos récords mundiales y tres récords paralímpicos. Le ofrecieron una beca no residencial del Instituto Australiano de Atletas Deportivos con una beca de natación para discapacitados en 1993 y recibió apoyo hasta 2000.
Fue cocapitana del equipo australiano en los Juegos Paralímpicos de Verano de 1996, donde compitió en seis eventos individuales y dos eventos de relevos en la clase S8, ganando cinco medallas de oro, cuatro individuales y una de equipo, una medalla de plata y una medalla de bronce. Estableció récords mundiales en los Juegos Paralímpicos de 1996 en Atlanta en los eventos de natación de 200   m y 400   m estilo libre. También estableció mejores marcas personales en los 100   m espalda y 100   m estilo libre. Su tiempo récord mundial en la competición de 400   m estilo libre fue de 5: 11.47, sus tiempo en los 100   m hacia atrás fue 1: 23.43, y en 100   m libre fue 1: 12.08.

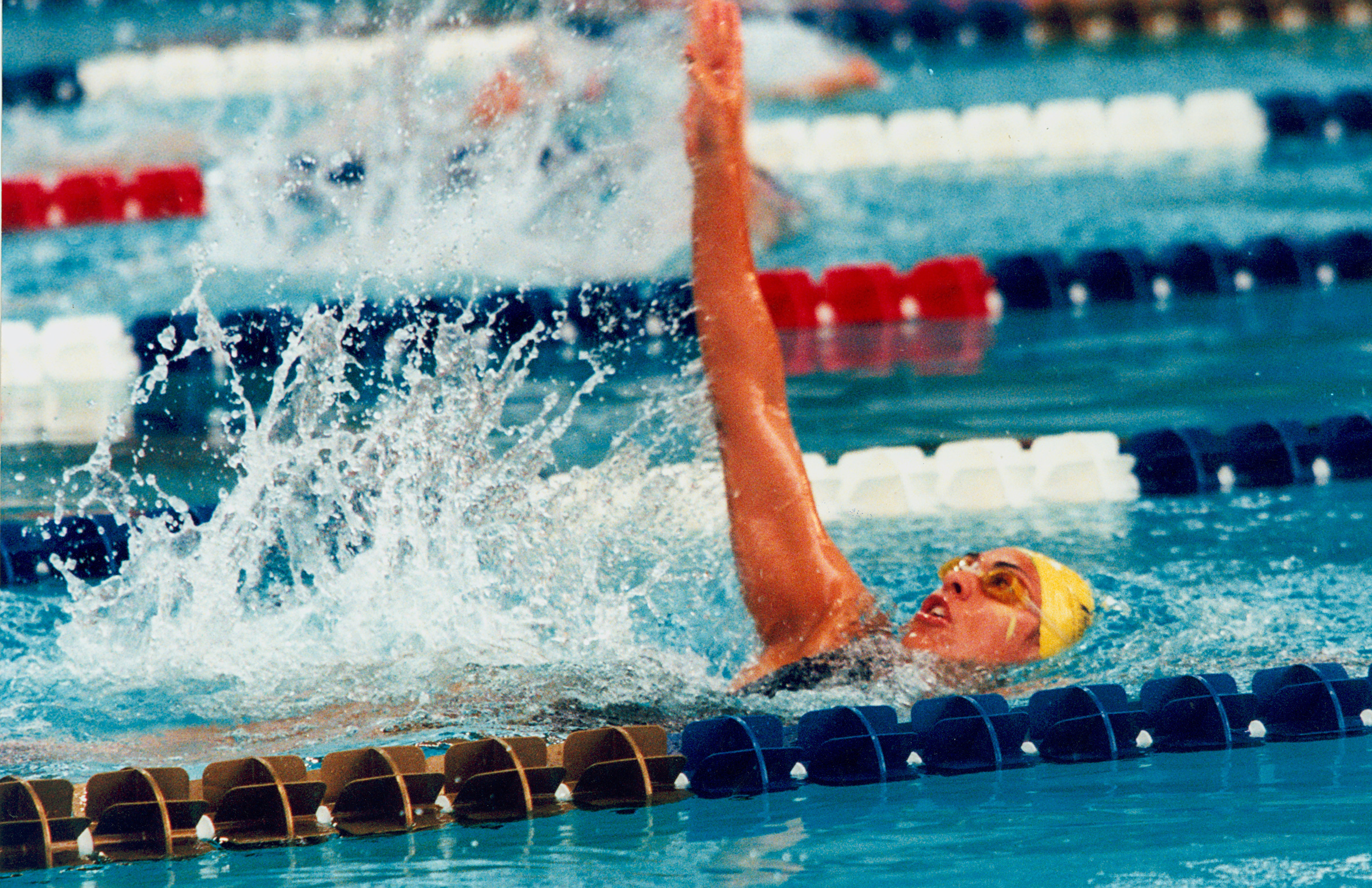
La nadadora australiana compite en los Juegos Paralímpicos de Atlanta 1996

En 1998, compitió en el Campeonato Mundial de Natación Paralímpica en Christchurch, Nueva Zelanda. Estableció un récord mundial en el evento estilo libre de 400 m. Y otro récord mundial en la clasificación S8, con un tiempo de estilo libre en 800 m de 10: 40.03, tres segundos más rápido que el récord anterior. También ganó una medalla de oro en individual de 200 metros, con un tiempo final que estuvo a medio segundo de batir su propio récord mundial anterior.
Compitió en el Campeonato Queensland de Sporting Wheelies and Disabled Association 1998, patrocinada en cinco eventos de natación. Ella y Brad Thomas fueron invitados a asistir como competidores especiales. Mientras asistía, Cooper también organizó una clínica de entrenamiento con Thomas.
En 1999, se mudó a Sídney, escenario de los Paralímpicos de Verano del 2000, para prepararse para los Juegos. Había estado viviendo allí durante dieciocho meses al comienzo de los Juegos. Su familia continuó viviendo en Perth y la mudanza fue un período de adaptación para ella. Ayudó a realizar varios videos instructivos para el Comité Organizador de Sídney para los Juegos Olímpicos   (SOCOG) para ayudar a capacitar voluntarios. En preparación para los Juegos Paralímpicos de 2000, el Comité Paralímpico de Australia creó un CD para ayudar con la recaudación de fondos. Participó en esto eligiendo la canción "Ashes" de The Superjesus y cantando en el escenario durante el lanzamiento del CD.

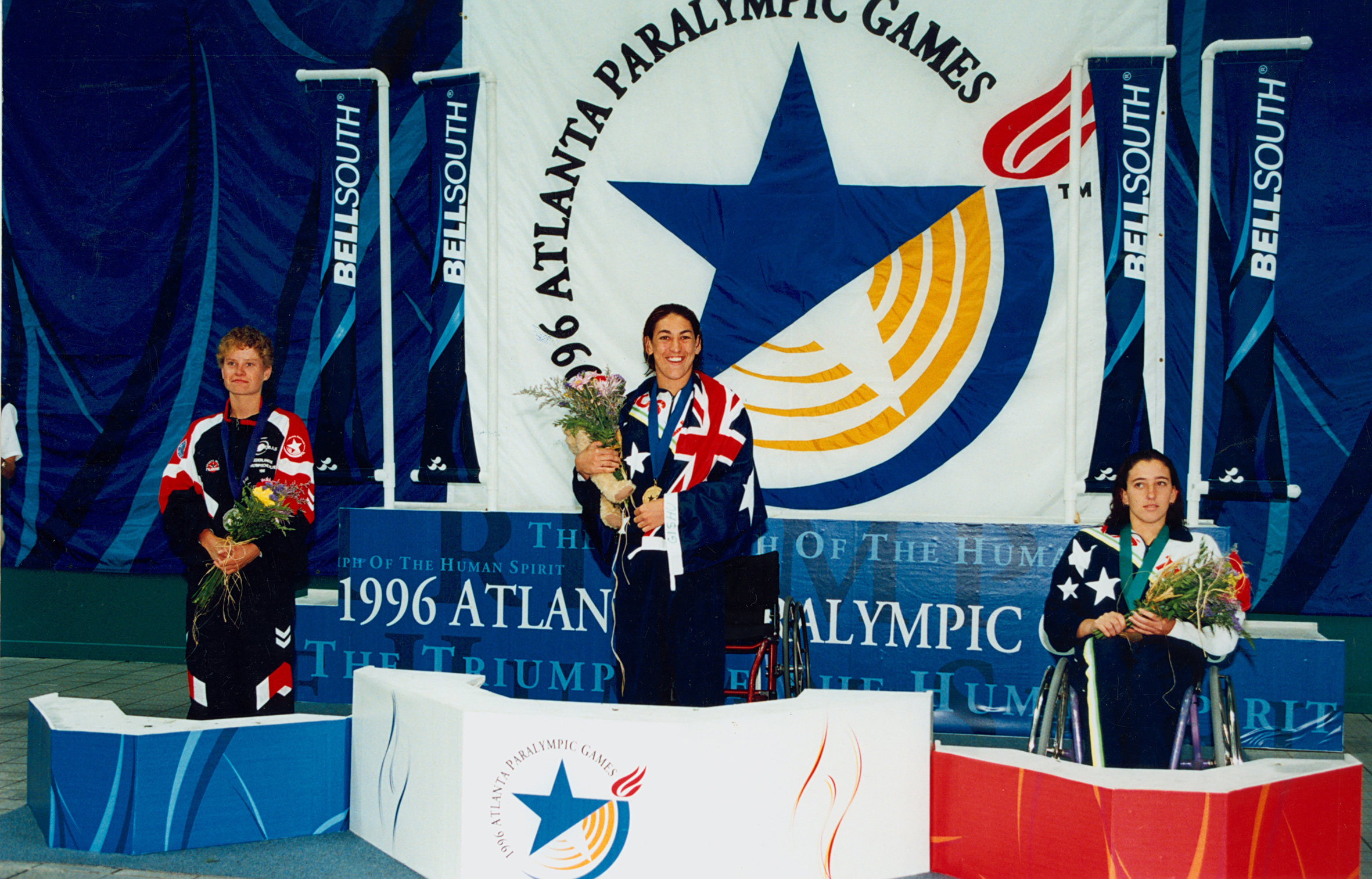
Las nadadoras australianas Priya Cooper (oro) y Janelle Falzon (bronce) en el podio de medallas en los Juegos Paralímpicos de Atlanta de 1996

En los Juegos Paralímpicos de Verano de 2000, sus últimos juegos, fue cocapitana del equipo paralímpico australiano. Al llegar a los Juegos de 2000, había algunas preocupaciones de que no podría competir debido a una lesión en el hombro. Le preocupaba cuán receptivos serían los australianos y el mundo en términos de deporte para discapacitados antes de que los Juegos Paralímpicos se celebraran en Australia. Se sorprendió cuando los Juegos Paralímpicos comenzaron por el apoyo que los australianos y los visitantes internacionales ofrecían a los atletas. Ganó la competencia de 400   m estilo libre y tomó tres medallas de bronce en los 100   m estilo lidex0   m relevo estilo libre y 4 x 100   m eventos de relevos combinados. Después de los Juegos, Cooper creía que tenían un impacto social de largo alcance en términos de crear una mejor imagen para las personas con discapacidad en todo el país y ayudar a aumentar su aceptación como parte de la sociedad australiana. También creía que los Juegos ayudarían a aumentar el número de espectadores para los deportes paralímpicos en todo el país.
Su estilo de natación se basaba en la fuerza de la parte superior del cuerpo, con las piernas detrás de ella. A pesar de su amor por el agua, temía nadar en aguas abiertas del océano. Para ayudar a superar este miedo, participó en 2002 en la competencia de 20 kilómetros (12,4 mi)  en aguas abiertas Rottnest Channel Swim en Australia Occidental.

## Reconocimiento

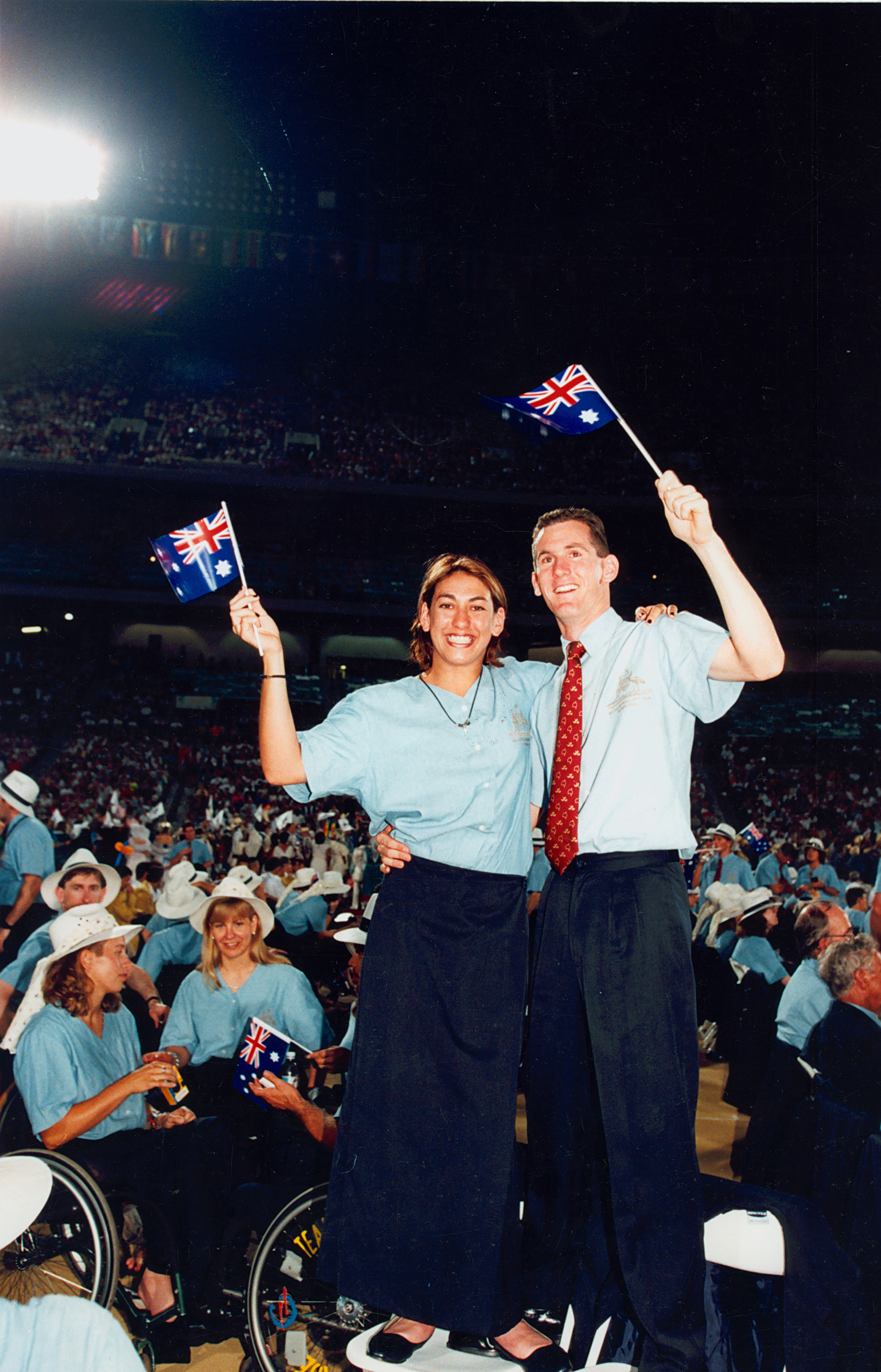
Cooper junto a un compañero de equipo en la ceremonia de apertura de los Juegos Paralímpicos de Atlanta de 1996

Fue seleccionada para llevar la bandera australiana en la ceremonia de clausura de los Juegos Paralímpicos de verano de 1992 y 1996. Galardonada con la Medalla de la Orden de Australia en 1993, fue nombrada Paralímpica del Año de 1995, Joven Australiana del Año para el Deporte en 1999, recibió una medalla al Deporte Australiano en 2000, y fue incluida en el Salón de Campeones de Australia Occidental en 2006 y en el Salón de la Fama de la Natación de Australia Occidental en 2008. En 1998, ganó un premio Dairy Farmers Sporting Chance en natación. Ese año, también ganó una Medalla John Curtin de la Universidad Tecnológica de Curtin. En 1999, ganó el Premio al Mérito de APC.
Fue elegida para abrir oficialmente el estadio en la Universidad de Curtin en 2009. Asistió a las celebraciones del décimo aniversario de los Juegos Olímpicos y Paralímpicos de Sídney celebrados en  el Parque Olímpico en 2010.
En octubre de 2015, se convirtió en la cuarta Paralímpica en ingresar al Salón de la Fama del Deporte de Australia.

## Vida personal
Cooper estudió en la Universidad de Curtin, donde se graduó con un título en promoción de la salud y medios de comunicación. También fue oradora pública, asistiendo a eventos para hablar sobre discapacidades. Tenía un puesto voluntario, donde trabajaba como guionista para una estación de radio en Perth.  
A la edad de 27 años, se convirtió en comentarista de los Juegos de la Mancomunidad de 2002, cubriendo los eventos de natación. Es embajadora de Therapy Focus y miembro del Consejo de discapacidades y cuidadores. Participa activamente en la recaudación de fondos para varias organizaciones benéficas, y formó parte del Great Pram Push celebrado en East Fremantle, Australia Occidental, un evento benéfico que recaudó fondos para la Fundación Starlight Children's y la Children's Leukemia and Cancer Research Foundation.
Está casada con el nadador paralímpico Rodney Bonsack y tienen dos hijos. Las piernas de Bonsack fueron amputadas por encima de las rodillas en un accidente de aviación en 1987. Priya y su esposo manejan negocios motivadores, Success is a Choice Global, que está diseñado para ayudar a las personas a maximizar sus vidas.